# Kotajärvi (sjö i Kangasniemi, Södra Savolax)
Kotajärvi är en sjö i kommunen Kangasniemi i landskapet Södra Savolax i Finland. Arean är 40 hektar och strandlinjen är 4,44 kilometer lång. Sjön  ingår i Kymmene älvs huvudavrinningsområde.   Den ligger omkring 51 kilometer nordväst om S:t Michel och omkring 220 kilometer norr om Helsingfors. 
Kotajärvi ligger sydöst om Emäpaju. 